# Pietro Fortini
Pietro Fortini (Siena, inizi del secolo XVI – Siena, 24 gennaio 1562) è stato un poeta, scrittore e commediografo italiano, autore di novelle, imitatore del Decameron.

## Biografia
Notizie della famiglia di Fortino compaiono sin dal 1388 in alcuni documenti conservati presso l'Archivio di Stato di Siena.
Pietro nasce agli inizi del XVI secolo da Lorenzo di Fortino e Eufrasia Ballati, famiglia legata al Monte del Popolo, uno dei quartieri della Siena medievale. In archivio è custodito l'atto di matrimonio dei genitori datato 15 settembre 1496; altri documenti riferiscono dell'esistenza di cinque figli: oltre a Pietro ci sono Fortino, morto nel 1512, Niccolò e Francesco, morti nel 1523 e nel 1544, e Francesca. Questa è nominata erede universale dal fratello Francesco, morto celibe.
Si sposa due volte: con Amelia di Calisto Fungai e con Laura Nicolai de Sermonis sposata il 28 giugno 1556; non avrà figli. Nel gennaio del 1561 fa testamento e dispone che la moglie Laura sia usufruttuaria di tutti i suoi beni, piccole proprietà terriere, fino alla morte.
In realtà in archivio sono custoditi sette suoi testamenti, di cui tre olografi. Quello datato 1551 è l'unico che contiene accenni alla sua attività letteraria, vi si legge infatti l'espressa volontà di nominare erede di tutti i suoi scritti il concittadino Alfonso Capacci.
Altre lettere autografe documentano la sua vita privata e pubblica: tra il 1552 e il 1559 lavora come artigiano in una cartiera; nel 1552 viene nominato vicario di Batignano per un anno, incarico che gli consente di avere poteri giudiziari e militari, e di contribuire attivamente alla guerra di Siena.
Dopo la resa incondizionata di Siena nel 1558, scrive a Cosimo I de' Medici, a cui anni prima aveva dedicato una commedia dal titolo Fortunio, offrendogli la possibilità di impadronirsi della fortezza di Montalcino, dove i governatori senesi, sconfitti nella battaglia di Scannagallo, si erano rifugiati con il proposito di mantenere in vita la Repubblica. Non è chiaro se il suo sia un vero e proprio tradimento o invece un tentativo di mediazione a favore degli assediati, ormai allo stremo. Probabilmente tale gesto, comunque malvisto dai suoi concittadini, è la causa del suo temporaneo e forzato allontanamento da Siena. Si ritira nei suoi possedimenti di Monaciano, presso la Certosa di Pontignano. Qui, favorito dal lungo ozio, scrive novelle, versi, commedie.
Muore a Siena il 24 gennaio 1562 e viene sepolto nella chiesa di San Domenico, nella tomba di famiglia.
Dai carteggi e documenti, si può solo supporre la sua appartenenza alla Congrega dei Rozzi; alcune fonti la escludono con sicurezza. Incerto anche un suo viaggio a Roma; è comunque probabile che abbia visitato Spoleto, infatti la novella che ha come protagonista Fiordespina Lauri è ambientata nel centro della città umbra, in una zona che ha mantenuto nel tempo toponimi simili a quelli menzionati, e dove è realmente vissuta la nobile famiglia Lauri.

## Produzione letteraria
Pietro Fortini spazia tra varietà di generi: scrive 81 novelle, composte dal 1555 in poi, sei commedie, molte liriche e versi sciolti, un ricco materiale, specchio fedele della storia del costume senese e della parlata del tempo.

### Il novelliere
Il corposo manoscritto, autografo, non datato, è arrivato ai giorni nostri grazie all'abate Giuseppe Ciaccheri, che ne fece dono alla biblioteca comunale di Siena, allora detta della Sapienza, di cui fu primo bibliotecario, e dove è tuttora conservato. È suddiviso in due tomi intitolati Le giornate delle novelle de' novizi e Le piacevoli e amorose notti de' novizi. È dedicato a Madonna Faustina Braccioni, donna a lungo amata dal Fortini, che è stata recentemente identificata, con un certo margine di incertezza, in una tal Faustina Lucrezia, figlia di Vettorio Braccioni. A lei, che si trova in villa a Cellole, Pietro invia le novelle in dono, accompagnandole con una lettera dai toni affettuosi e ossequiosi.
I riferimenti cronologici nel novelliere vanno dal decennio 1530/1540 al 1555, data deducibile dalla presenza nel testo di un riferimento al pontefice Paolo IV; la mancanza di date certe non consente di distinguere il periodo della stesura dall'ambientazione cronologica delle novelle. È probabile che siano state scritte a più riprese, dopo lunga gestazione e inframezzate da lunghi periodi di inattività. Il risultato finale potrebbe essere stato raggiunto dopo un lavoro di ricomposizione e di assemblaggio dei vari scritti.
Le vicende narrate sono fortemente calate nel contesto senese della prima metà del XVI secolo; vi è rappresentata la vita di tutti i giorni, vizi, virtù e atteggiamenti dei tipi umani di allora. Le storie prendono spunto da episodi realmente accaduti a conoscenti o al Fortini stesso, poi trasformate in novelle salaci, raccontate con "umore lieto e burlevole [...] con sconciature di vocaboli". Attraverso le novelle l'autore ha l'occasione di manifestare la propria irriducibile esterofobia, rivolta indistintamente a fiorentini, spagnoli e napoletani; esprime inoltre una feroce satira anticlericale e un'accanita denigrazione del villano, disprezzato con sarcastica superiorità dal mondo cittadino. Non mancano descrizioni dettagliate di gesti violenti, spesso immotivati, i quali comunque alla fine mostrano spunti comici e caricaturali. Nelle "Giornate" l'erotismo e l'oscenità contrastano a volte con la poesia e l'umanità dei protagonisti; nelle "Notti", ogni commedia delinea un quadro negativo dei costumi del tempo e ne denuncia le nefandezze.

#### La struttura narrativa
La struttura narrativa è simile a quella del Decameron: 81 novelle, narrate da dieci giovani durante otto giornate; rime, commedie, giochi e ancora novelle, presentate durante sette notti. Il manoscritto si interrompe bruscamente a metà pagina, dopo una serie di ottave amorose relative alla settima notte; si può supporre che l'autore, per pareggiare con le giornate, o anche per dar conto dello scioglimento della brigata, intendesse aggiungere una notte ottava, che però non scrisse o non ci è pervenuta.
- Nella prima parte, Le giornate delle novelle de' novizi, cinque donne (Emilia, Fulgida, Aurelia, Adriana, Corinzia) e due uomini (Ippolito e Costanzio) si ritrovano quotidianamente in un giardino senese e per passare il tempo ognuno di loro racconta una novella ai compagni, in tutto quarantanove novelle.
- Nella seconda parte, Le piacevoli e amorose notti de' novizi[14], i sette giovani decidono di trascorrere insieme anche la notte. Intanto altri tre ragazzi si aggiungono alla compagnia e i narratori salgono a dieci, riproponendo così la deca canonica.

Mentre la principale attività diurna è il novellare e, verso sera, il recitar versi di matrice petrarchesca, durante la notte le novelle (32) si alternano a canti, danze, rappresentazioni teatrali, farse, dispute scherzose, giochi di società, descrizioni di luoghi ameni e banchetti dettagliatamente descritti.
Lo schema è tipico degli intrattenimenti da veglia senese, una forma di socializzazione e passatempo ludico praticato dalla società contadina nelle lunghe notti d'estate, animate da racconti e rappresentazioni proposte a turno, in modo estroso, umoristico, con frequenti richiami erotici e licenziosi.

### Commedie
- Fortunio, (1547) commedia dedicata a Cosimo de' Medici. Tuttora inedita, il manoscritto è conservato alla Biblioteca nazionale di Firenze.

Durante le sette notti vengono rappresentate sei commedie, alcune delle quali già orientate verso lo stile della commedia dell'arte: 
- L'anello (Notte I)[16]
- Lavinia (Notte II)
- L'anguilla (Notte III), farsa in un atto unico
- Il Parasito (Notte V)
- Galatea (Notte VI), edita a cura di Adriana Mauriello nel 1983[17].
- Il pedante (Notte VII), un atto unico

### Poesie
Nella Biblioteca del Monte dei Paschi di Siena è conservata una raccolta autografa di rime, Poesie di Pietro Fortini dirette a Faustina Braccioni a Cellole l'anno 1551, con lettera d'accompagnamento. La raccolta comprende anche alcune terzine dedicate all'amico Alfonso Capacci, e un sonetto, sullo stile del Burchiello, diretto a un certo Cruciano.
Un altro manoscritto del 1554, contenente componimenti di prosa mescolata con versi, intitolato Capricci, e andato perduto.

## Prime pubblicazioni
Tutta la produzione del Fortini resta ignorata per più di due secoli. Per una pubblicazione completa del Novelliere occorrerà aspettare tre secoli e mezzo. 

Nel 1792 Gerolamo Tiraboschi, in una nota della sua monumentale opera Storia della letteratura italiana, giustifica così l'esclusione del Fortini: 
Due anni più tardi il conte Anton Maria Borromeo, studioso di novellieri italiani e collezionista di loro manoscritti, condivide il giudizio del Tiraboschi, ma almeno salva e pubblica, in Notizia de' novellieri italiani, una sola novella, quella che ha come protagonista Fiordespina Lauri, considerandola l'unica scevra delle caratteristiche boccaccesche tipiche delle altre.
Gaetano Poggiali si mostra più audace e nel 1796, pur giudicando il lavoro del Fortini "difettoso in molte parti riguardo allo stile" e pur "avendone dovute omettere molte (novelle) delle più bizzarri e interessanti quali appunto sono le più oscene e le troppo satiriche", ne seleziona quattordici e le pubblica nel primo volume di un'opera dedicata agli autori senesi.
Durante quasi tutto il secolo successivo le novelle del Fortini pubblicate continuano ad essere poche, attentamente selezionate,  modificate "un po' nella sintassi arruffatissima e nella puntazione"; nel 1877 il loro numero si ferma a trentatre. 
Per vedere una prima edizione dell'opera completa, occorre attendere gli anni 1888-1905, quando verrà pubblicata in cinque volumi, distinti in due parti che mantengono i titoli: Le giornate delle novelle de' novizi e Le piacevoli ed amorose notti de' novizi; questa parte si arresta bruscamente a metà della novella IV della notte VI.
Rimarrà l'unica pubblicazione integrale per un intero secolo, fino a quando, fra il 1988 e il 1995 Adriana Mauriello curerà una edizione completa, corredata da uno studio complessivo sull'autore.

### Tesi di laurea
- Françoise Glénisson Delannée, La femme dans les nouvelles de Pietro Fortini, auteur siennois du 16e siècle, relatore Michel Plaisance. Tesi di laurea in "Études italiennes". Université de la Sorbonne. 1983.
- Françoise Glénisson Delannée, L'oeuvre de Pietro Fortini dans la Sienne des annees 1530-1560, relatore Michel Plaisance. Tesi di dottorato in Études italiennes. Université de la Sorbonne. 1990.
- Cristiana Binazzi, I generi del trattenimento: le "Giornate" e le "Notti" di Pietro Fortini, relatore Riccardo Bruscagli. Tesi di Laurea in Letteratura Italiana. Università degli Studi di Firenze. Anno Accademico 1996-97.